# Lakewood (Ohio)
Lakewood és una població dels Estats Units a l'estat d'Ohio. Segons el cens del 2007 tenia 54.765 habitants.

## Demografia
Segons el cens del 2000, Lakewood tenia 56.646 habitants, 26.693 habitatges, i 12.545 famílies. La densitat de població era de 3.940,7 habitants/km².
Dels 26.693 habitatges en un 23% hi vivien nens de menys de 18 anys, en un 34% hi vivien parelles casades, en un 9,7% dones solteres, i en un 53% no eren unitats familiars. En el 43,6% dels habitatges hi vivien persones soles l'11,3% de les quals corresponia a persones de 65 anys o més que vivien soles. El nombre mitjà de persones vivint en cada habitatge era de 2,09 i el nombre mitjà de persones que vivien en cada família era de 3,03.
Per edats la població es repartia de la següent manera: un 21% tenia menys de 18 anys, un 9,5% entre 18 i 24, un 37,2% entre 25 i 44, un 20,1% de 45 a 60 i un 12,2% 65 anys o més.
L'edat mediana era de 34 anys. Per cada 100 dones de 18 o més anys hi havia 89,3 homes.
La renda mediana per habitatge era de 40.527 $ i la renda mediana per família de 53.433 $. Els homes tenien una renda mediana de 38.513 $ mentre que les dones 30.370 $. La renda per capita de la població era de 23.945 $. Aproximadament el 6,1% de les famílies i el 8,9% de la població estaven per davall del llindar de pobresa.

## Poblacions més properes
El següent diagrama mostra les poblacions més properes.